# 101-й меридіан західної довготи
101-й меридіан західної довготи — лінія довготи, що лежить на 101 градус західніше Гринвіцького меридіана. Вона проходить від Північного полюса через Північний Льодовитий океан, Північну Америку, Тихий океан, Південний океан та Антарктиду до Південного полюса.
101-й меридіан західної довготи формує велике коло разом із 79-тим меридіаном східної довготи.

## Список географічних об'єктів, що перетинає 101° зх. д.
Починаючи на Північному полюсі та рухаючись до Південного полюса, 101-й меридіан західної довготи проходить через:
| Координати                                                   | Країна, територія або море               | Примітки |
| ------------------------------------------------------------ | ---------------------------------------- | --- |
| 90°0′ пн. ш. 101°0′ зх. д. / 90.000° пн. ш. 101.000° зх. д.  | Північний Льодовитий океан               | |
| 79°45′ пн. ш. 101°0′ зх. д. / 79.750° пн. ш. 101.000° зх. д. | Протока Пірі[en]                         | |
| 78°57′ пн. ш. 101°0′ зх. д. / 78.950° пн. ш. 101.000° зх. д. | Канада                                   | Нунавут — проходить через острів Еллеф-Рінгнес |
| 78°10′ пн. ш. 101°0′ зх. д. / 78.167° пн. ш. 101.000° зх. д. | Данська протока[en]                      | |
| 77°47′ пн. ш. 101°0′ зх. д. / 77.783° пн. ш. 101.000° зх. д. | Канада                                   | Нунавут — проходить через острів Короля Кристіана                                                                                                   |
| 77°43′ пн. ш. 101°0′ зх. д. / 77.717° пн. ш. 101.000° зх. д. | Північний Льодовитий океан               | |
| 76°43′ пн. ш. 101°0′ зх. д. / 76.717° пн. ш. 101.000° зх. д. | Канада                                   | Нунавут — проходить через острів Гелена[en] |
| 76°36′ пн. ш. 101°0′ зх. д. / 76.600° пн. ш. 101.000° зх. д. | Протока Протока сера Вільяма Паркера[en] | |
| 76°30′ пн. ш. 101°0′ зх. д. / 76.500° пн. ш. 101.000° зх. д. | Затока Мей[en]                           | |
| 76°14′ пн. ш. 101°0′ зх. д. / 76.233° пн. ш. 101.000° зх. д. | Канада                                   | Нунавут — проходить через острів Батерст |
| 75°36′ пн. ш. 101°0′ зх. д. / 75.600° пн. ш. 101.000° зх. д. | Протока Паррі                            | Протока Віконта Мелвілла |
| 73°48′ пн. ш. 101°0′ зх. д. / 73.800° пн. ш. 101.000° зх. д. | Канада                                   | Нунавут — проходить через острів Принца Уельського                                                                                                  |
| 73°17′ пн. ш. 101°0′ зх. д. / 73.283° пн. ш. 101.000° зх. д. | Затока Оммані[en]                        | |
| 72°44′ пн. ш. 101°0′ зх. д. / 72.733° пн. ш. 101.000° зх. д. | Канада                                   | Нунавут — проходить через острів Принца Уельського                                                                                                  |
| 72°12′ пн. ш. 101°0′ зх. д. / 72.200° пн. ш. 101.000° зх. д. | Протока Мак-Клінток                      | Проходить західніше острова Умінгмалік[en], Нунавут, Канада                                                                                         |
| 70°12′ пн. ш. 101°0′ зх. д. / 70.200° пн. ш. 101.000° зх. д. | Канада                                   | Нунавут — проходить через острови Вікторія і Кікіктагафаалук[en]                                                                                    |
| 69°27′ пн. ш. 101°0′ зх. д. / 69.450° пн. ш. 101.000° зх. д. | Протока Вікторія                         | |
| 69°5′ пн. ш. 101°0′ зх. д. / 69.083° пн. ш. 101.000° зх. д.  | Затока Королеви Мод                      | |
| 67°46′ пн. ш. 101°0′ зх. д. / 67.767° пн. ш. 101.000° зх. д. | Канада                                   | Нунавут Манітоба |
| 49°0′ пн. ш. 101°0′ зх. д. / 49.000° пн. ш. 101.000° зх. д.  | США                                      | Північна Дакота Південна Дакота Небраска Канзас Оклахома Техас                                                                                      |
| 29°21′ пн. ш. 101°0′ зх. д. / 29.350° пн. ш. 101.000° зх. д. | Мексика                                  | Коауїла Нуево-Леон Коауїла — проходить через Сальтільйо Сакатекас Сан-Луїс-Потосі — проходить західніше Сан-Луїс-Потосі Гуанахуато Мічоакан Герреро |
| 17°15′ пн. ш. 101°0′ зх. д. / 17.250° пн. ш. 101.000° зх. д. | Тихий океан                              | |
| 60°0′ пд. ш. 101°0′ зх. д. / 60.000° пд. ш. 101.000° зх. д.  | Південний океан                          | |
| 71°52′ пд. ш. 101°0′ зх. д. / 71.867° пд. ш. 101.000° зх. д. | Антарктида                               | Проходить через Землю Мері Берд, на яку жодна країна не претендує                                                                                   |